# Blaneta
Los blanetas pertenecen a una clase hipotética de exoplanetas que orbitan agujeros negros.
Blanetas y planetas son fundamentalmente similares; tienen suficiente masa para ser redondeados por su propia gravedad, pero no son lo suficientemente masivos para iniciar la fusión nuclear, al igual que los planetas que orbitan estrellas. En 2019, un equipo de astrónomos y exoplanetólogos demostró que existe una zona segura alrededor de un agujero negro supermasivo que podría albergar miles de blanetas.

## Etimología
El equipo dirigido por Keiichi Wada de la Universidad de Kagoshima en Japón ha dado este nombre a los planetas de agujeros negros. La palabra es un acrónimo formado por la combinación de black hole («agujero negro») y planet («planeta»).

## Formación
Se sospecha que los blanetas se forman en el disco de acreción que orbita alrededor de un agujero negro suficientemente grande.